# 密氏鹽鱂
密氏鹽鱂為輻鰭魚綱鯉齒目鯉齒亞目鯉齒鱂科的其中一種，分布於北美洲美國加州死谷鹽溪流域，體長可達4.5公分，棲息在底中層水域，可作為觀賞魚。

## 擴展閱讀
維基物種上的相關：密氏鹽鱂